# Żyrafa masajska
Żyrafa masajska, żyrafa kenijska (Giraffa tippelskirchi) – gatunek parzystokopytnego ssaka roślinożernego z rodziny żyrafowatych (Giraffidae) oraz najwyższy gatunek z obecnie żyjących ssaków lądowych. Zamieszkuje afrykańskie sawanny południowej Kenii oraz niemal całej Tanzanii. W Kenii zamieszkuje parki: Masai Mara, Amboseli oraz Tsavo West.
Badania z 2021 roku wykazały liczebność blisko 45 tys. osobników, co stanowi wzrost o 44% w stosunku do badań z 2015 roku.

## Charakterystyka

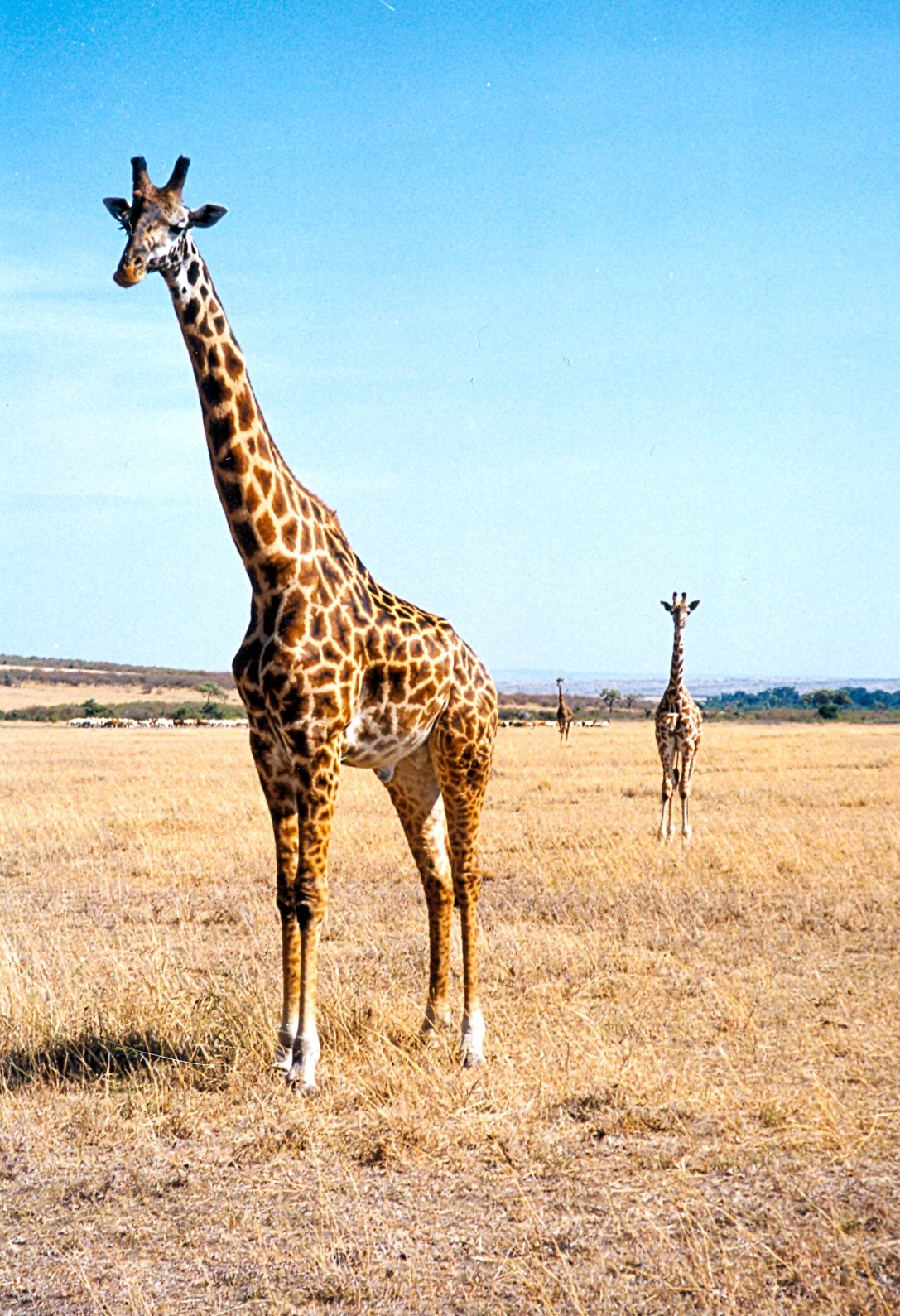
Żyrafa kenijska w rezerwacie narodowym Masai Mara, Kenia

Wyróżniają się od innych podgatunków żyraf nieregularnymi plamkami na całym ciele. Mają krótki pęk włosów na końcu ogona. Żyrafy te posiadają dwa krótkie rogi na czubku głowy, jednakże wyrostki kostne czaszki na głowach samców sprawiają wrażenie jakby było ich pięć. Te krótkie rogi są kośćmi pokrytymi cienką warstwą skóry. Plamki na ciele dominującego samca w stadzie wydają się być ciemniejsze niż pozostałych osobników.
Spędzają od 16 do 20 godzin dziennie na pożywianiu się. Skubią liście, gałązki, korę, kwiaty i owoce ponad 60 gatunków roślin, przede wszystkim akacji. Potrafią obejść się bez wody przez kilka miesięcy, jeżeli mają tylko dostęp do świeżego pożywienia.
Nie ma wyraźnego okresu rozrodczego dla tego podgatunku żyraf, a samice mogą zajść w ciążę, która trwa ok. 14 miesięcy, już w wieku 4 lat. Poród odbywa się w pozycji stojącej i trwa zwykle od 2 do 6 godzin. Ponad połowa młodych ginie w pierwszych miesiącach życia, padając ofiarą drapieżników. Matki starają się chronić młode, atakując napastników, głównie lwy czy hieny, ostrymi racicami. Takie kopnięcie jest na tyle silne, iż może doprowadzić do zmiażdżenia czaszki lwa lub roztrzaskania kręgosłupa.